# Cliffe, Kent
Cliffe är en ort i grevskapet Kent i sydöstra England. Orten ligger i enhetskommunen Medway på halvön Hoo, cirka 8 kilometer norr om Rochester. Tätorten (built-up area) hade 2 526 invånare vid folkräkningen år 2021.
Cliffe var en civil parish fram till 1997 när blev den en del av Cliffe and Cliffe Woods och Frindsbury Extra. Civil parishen hade 2 239 invånare år 1961. Cliffe nämndes i Domedagsboken (Domesday Book) år 1086, och kallades då Clive.